# Tapponia insulana
Tapponia insulana är en spindelart som beskrevs av Tord Tamerlan Teodor Thorell 1891. Tapponia insulana ingår i släktet Tapponia och familjen lospindlar.
Artens utbredningsområde är Nicobarerna. Inga underarter finns listade i Catalogue of Life.